# Élections législatives de 1981 dans le Jura
Les élections législatives françaises de 1981 dans le Jura se déroulent les 14 et 21 juin 1981.

## Élus
| Circonscription | Député sortant  | Parti | Parti     | Député élu ou réélu    | Parti | Parti |
| --------------- | --------------- | ----- | --------- | ---------------------- | ----- | ----- |
| 1re             | René Feït       |       | UDF (PR)  | Alain Brune            |       | PS    |
| 2e              | Gilbert Barbier |       | UDF (Rad) | Jean-Pierre Santa Cruz |       | PS    |

## Positionnement des partis
La majorité sortante UDF-RPR-CNIP se présente sous le sigle « Union pour la nouvelle majorité », le Parti socialiste unifié sous l'étiquette « Alternative 81 ».

## Résultats

### Résultats à l'échelle du département
| Parti          | Parti                              | Premier tour | Premier tour | Second tour | Second tour | Sièges |
| Parti          | Parti                              | Voix         | %            | Voix        | %           | Sièges |
| -------------- | ---------------------------------- | ------------ | ------------ | ----------- | ----------- | ------ |
|                | Parti socialiste                   | 42 141       | 35,44        | 70 466      | 52,68       | 2      |
|                | Parti communiste français          | 17 197       | 14,46        |             |             | 0      |
|                | Majorité présidentielle            | 59 338       | 49,90        | 70 466      | 52,68       | 2      |
|                |                                    |              |              |             |             |        |
|                | Union pour la démocratie française | 49 022       | 41,23        | 63 304      | 47,32       | 0      |
|                | Divers droite                      | 6 668        | 5,61         |             |             | 0      |
|                | Union pour la nouvelle majorité    | 55 690       | 46,84        | 63 304      | 47,32       | 0      |
|                |                                    |              |              |             |             |        |
|                | Divers écologiste                  | 2 398        | 2,01         |             |             | 0      |
|                | Parti socialiste unifié            | 1 482        | 1,25         | 0           |             |        |
|                | Extrême gauche                     | 5            | 0,00         | 0           |             |        |
|                |                                    |              |              |             |             |        |
| Inscrits       | Inscrits                           | 170 011      | 100,00       | 169 993     | 100,00      | 2      |
| Abstentions    | Abstentions                        | 49 410       | 29,06        | 33 852      | 19,91       |        |
| Votants        | Votants                            | 120 601      | 70,94        | 136 141     | 80,09       |        |
| Blancs et nuls | Blancs et nuls                     | 1 688        | 1,4          | 2 371       | 1,74        |        |
| Exprimés       | Exprimés                           | 118 913      | 98,6         | 133 770     | 98,26       |        |

### Résultats par circonscription

#### Première circonscription (Lons-le-Saunier)
| Candidat       | Candidat          | Parti          | Premier tour | Premier tour | Second tour | Second tour |  |
| Candidat       | Candidat          | Parti          | Voix         | %            | Voix        | %           |  |
| -------------- | ----------------- | -------------- | ------------ | ------------ | ----------- | ----------- |  |
|                | René Feït sortant | UDF (PR)       | 21 653       | 38,15        | 30 668      | 47,08       |  |
|                | Alain Brune élu   | PS             | 20 794       | 36,63        | 34 478      | 52,92       |  |
|                | Henri Auger       | PCF            | 7 641        | 13,46        |             |             |  |
|                | Jean Perraudin    | Divers droite  | 6 668        | 11,75        |             |             |  |
|                | Jacques Prudent   | CCA            | 5            | 0,01         |             |             |  |
|                |                   |                |              |              |             |             |  |
| Inscrits       | Inscrits          | Inscrits       | 83 292       | 100,00       | 83 261      | 100,00      |  |
| Abstentions    | Abstentions       | Abstentions    | 25 670       | 30,82        | 17 169      | 20,62       |  |
| Votants        | Votants           | Votants        | 57 622       | 69,18        | 66 092      | 79,38       |  |
| Blancs et nuls | Blancs et nuls    | Blancs et nuls | 861          | 1,49         | 946         | 1,43        |  |
| Exprimés       | Exprimés          | Exprimés       | 56 761       | 98,51        | 65 146      | 98,57       |  |

#### Deuxième circonscription (Dole)
| Candidat       | Candidat                   | Parti             | Premier tour | Premier tour | Second tour | Second tour |  |
| Candidat       | Candidat                   | Parti             | Voix         | %            | Voix        | %           |  |
| -------------- | -------------------------- | ----------------- | ------------ | ------------ | ----------- | ----------- |  |
|                | Gilbert Barbier sortant    | UDF (Rad)         | 27 369       | 44,05        | 32 636      | 47,56       |  |
|                | Jean-Pierre Santa Cruz élu | PS                | 21 347       | 34,36        | 35 988      | 52,44       |  |
|                | Maurice Faivre-Picon       | PCF               | 9 556        | 15,38        |             |             |  |
|                | Michel Moreau              | Divers écologiste | 2 398        | 3,84         |             |             |  |
|                | Hubert Guyet               | PSU               | 1 482        | 2,39         |             |             |  |
|                |                            |                   |              |              |             |             |  |
| Inscrits       | Inscrits                   | Inscrits          | 86 719       | 100,00       | 86 732      | 100,00      |  |
| Abstentions    | Abstentions                | Abstentions       | 23 740       | 27,38        | 16 683      | 19,24       |  |
| Votants        | Votants                    | Votants           | 62 979       | 72,62        | 70 049      | 80,76       |  |
| Blancs et nuls | Blancs et nuls             | Blancs et nuls    | 827          | 1,31         | 1 425       | 2,03        |  |
| Exprimés       | Exprimés                   | Exprimés          | 62 152       | 98,69        | 68 624      | 97,97       |  |